# クウェネン地区
クウェネン（Kweneng）は、ボツワナ南部の行政区。デイヴィッド・リヴィングストンの宣教でボツワナで最初に改宗した人々とされるツワナ系のクウェナ人（バクウェナ）の本拠地である。州都のモレポロレは東部にあり、ハボローネの北西およそ50kmに位置する。

## 地理
北にハンツィ地区、北東にセントラル地区、西にカラハリ地区、南にサザン地区、東にカトレン地区、南東にサウスイースト地区と接する。
主要都市はモホディツァネ (Mogoditshane)、タマハ (Thamaga)、ハバネ (Gabane)、コポン (Kopong)。

## 行政区画
西クウェネンと東クウェネンに分けられる。